# تايرا نو شيغيهيرا
تايرا نو شيغيهيرا (باليابانية: 平重衡، بالروماجي: Taira no Shigehira)، (وفاة 1185)، محارب ساموراي ياباني وأحد القادة الرئيسيين لقوات تايرا في حرب غينبيه ضد قبيلة ميناموتو التي حدثت في أواخر عصر هييآن، وهو الابن الخامس لتايرا نو كيوموري.

## حرب غينبيه
بعد معركة أوجي الأولى عام 1180، كُلف شيغيهيرا بحصار مدينة نارا وتدميرها إنتقاماً من رهبان [الإنجليزية] معابدها المحاربين الذي ساندوا قوات ميناموتو في المعركة، بالفعل ضرب حصار المدينة وأحرق عدد كبير من الأديرة البوذية مها توداي-جي.
بعد تنصيبه كقائد رئيسي لقوات تايرا خسر معركة نهر سونوماتا على يد قوات ميناموتو بقيادة ميناموتو نو يوكييه، لاحقاً أُسر في معركة إيتشي نو تاني عام 1184، في العام التالي 1185 تم تسيلمه إلى رهبان [الإنجليزية] معبد توداي-جي الذي أحرقه بنفسه عام 1181 ليقوموا بإعدامه ثأراً.